# (13766) Bonham
(13766) Bonham est un astéroïde de la ceinture principale.

## Description
(13766) Bonham est un astéroïde de la ceinture principale. Il fut découvert le 26 septembre 1998 à Socorro (Nouveau-Mexique) par le projet LINEAR. Il présente une orbite caractérisée par un demi-grand axe de 2,28 UA, une excentricité de 0,17 et une inclinaison de 3,7° par rapport à l'écliptique.